# Ilja Frołow
Ilja Frołow (ur. 4 kwietnia 1984) – rosyjski pięcioboista nowoczesny, mistrz i wicemistrz świata.

## Sukcesy
| Nazwa zawodów      | Miejsce   | Rok  | Konkurencja   | Miejsce |
| ------------------ | --------- | ---- | ------------- | ------- |
| Mistrzostwa Europy | Budapeszt | 2006 | drużynowo     | Brąz    |
| Mistrzostwa Europy | Ryga      | 2007 | drużynowo     | Złoto   |
| Mistrzostwa świata | Berlin    | 2007 | indywidualnie | Srebro  |
| Mistrzostwa świata | Budapeszt | 2008 | indywidualnie | Złoto   |
| Mistrzostwa świata | Budapeszt | 2008 | drużynowo     | Złoto   |
| Mistrzostwa Europy | Moskwa    | 2008 | indywidualnie | Srebro  |
| Mistrzostwa Europy | Lipsk     | 2009 | indywidualnie | Srebro  |
| Mistrzostwa Europy | Medway    | 2011 | drużynowo     | Złoto   |
| Mistrzostwa świata | Rzym      | 2012 | drużynowo     | Srebro  |
| Mistrzostwa Europy | Sofia     | 2012 | drużynowo     | Złoto   |
| Mistrzostwa Europy | Sofia     | 2012 | sztafety      | Złoto   |
| Igrzyska wojskowe  | Wuhan     | 2019 | drużynowo     | Złoto   |